# Joyce Lomalisa
Joyce Lomalisa Mutambala (sinh ngày 18 tháng 6 năm 1993) là một cầu thủ bóng đá người CHDC Congo hiện tại thi đấu ở vị trí hậu vệ cho câu lạc bộ Bỉ Royal Excel Mouscron, cho mượn từ câu lạc bộ Congo AS Vita Club.

## Sự nghiệp quốc tế
Lomalisa ra mắt quốc tế lần đầu tiên trong trận giao hữu trước Zambia vào ngày 6 tháng 11 năm 2015, thi đấu hết trận.

## Danh hiệu
Vita Club
- Linafoot (1): 2015